# Дюрфор (Тарн)
Дюрфо́р (фр. Durfort, окс. Durfòrt) — коммуна во Франции, находится в регионе Юг — Пиренеи. Департамент — Тарн. Входит в состав кантона Ла-Монтань-Нуар. Округ коммуны — Кастр.
Код INSEE коммуны — 81083.

## География

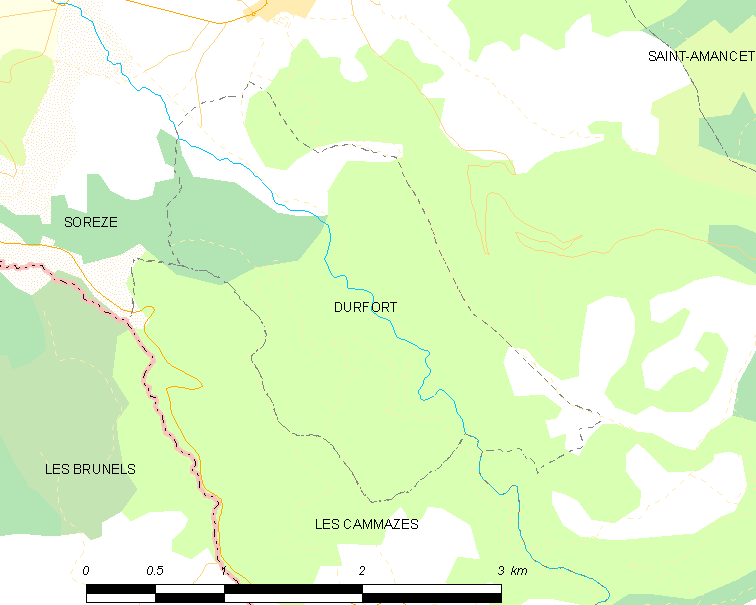
Карта коммуны

Коммуна расположена приблизительно в 610 км к югу от Парижа, в 55 км восточнее Тулузы, в 55 км к югу от Альби.
По территории коммуны протекает река Сор. Большую часть коммуны занимают леса.

## Климат
Климат умеренно-океанический. Зима мягкая и дождливая, лето жаркое с частыми грозами. Ветры довольно редки.

## Население
Население коммуны на 2010 год составляло 275 человек.
| 1962 | 1968 | 1975 | 1982 | 1990 | 1999 | 2010 |
| ---- | ---- | ---- | ---- | ---- | ---- | ---- |
| 213  | 301  | 274  | 326  | 300  | 271  | 275  |

## Администрация
| Период | Период | Фамилия                   | Партия | Примечания |
| ------ | ------ | ------------------------- | ------ | ---------- |
| 1927   | 1935   | Франсуа Мариус Крамоссель |        |            |
| 1935   | 1944   | Габриель Малиньон         |        |            |
| 1959   | 2008   | Пьер Вернь                |        |            |
| 2008   | 2014   | Эме Вьялад                |        |            |
| 2014   | 2020   | Ален Малиньон             |        |            |

## Экономика
В 2007 году среди 191 человека в трудоспособном возрасте (15—64 лет) 145 были экономически активными, 46 — неактивными (показатель активности — 75,9 %, в 1999 году было 65,8 %). Из 145 активных работали 122 человека (68 мужчин и 54 женщины), безработных было 23 (13 мужчин и 10 женщин). Среди 46 неактивных 14 человек были учениками или студентами, 19 — пенсионерами, 13 были неактивными по другим причинам.

## Достопримечательности
- Средневековый замок Кастлар. Исторический памятник с 1996 года.[4]
- Древнеримский укреплённый город Бернико, место раскопок.[5]